# Lijst van spelers van Kashima Antlers
Deze lijst omvat voetballers die bij de Japanse voetbalclub Kashima Antlers spelen of gespeeld hebben. De namen van de spelers zijn alfabetisch gerangschikt.

## A
- Toshiyuki Abe
- Shuhei Akasaki
- Yutaka Akita
- Alex
- Alex Mineiro
- Takeshi Aoki
- Toru Araiba

## B
- Bebeto
- Bismarck

## C
- Renato Cajá
- Carlão
- Masaki Chugo

## D
- Danilo
- Davi
- Shoma Doi

## E
- Yasushi Endo
- Euller Brazil

## F
- Fabão
- Fabiano Cezar Viegas
- Fábio Júnior
- Fábio Santos Romeu
- Fellype Gabriel
- Fernando
- Masaki Fukai
- Yuji Funayama

## G
- Gilton
- Keita Goto

## H
- Kenji Haneda
- Takuya Honda
- Yasuto Honda

## I
- Tomohiko Ikeuchi
- Masahiko Inoha
- Naoya Ishigami
- Tatsuya Ishikawa
- Yukitoshi Ito
- Daiki Iwamasa

## J
- Jorginho
- Juninho
- Júnior Dutra

## K
- Seiji Kaneko
- Kenta Kasai
- Shinichiro Kawamata
- Daichi Kawashima
- Shinzo Koroki
- Kenji Koyano
- Hisashi Kurosaki

## L
- Jung-Soo Lee
- Leonardo

## M
- Takanori Maeno
- Marcinho
- Marquinhos
- Chikashi Masuda
- Tadatoshi Masuda
- Mazinho
- Ryuta Miyauchi
- Tomohiko Miyazaki
- Ryuzo Morioka
- Masashi Motoyama
- Mozer

## N
- Yoshiki Nakagawa
- Atsutaka Nakamura
- Yuki Nakashima
- Koji Nakata
- Akira Narahashi
- Yuichi Nemoto
- Daigo Nishi
- Yohei Nishibe
- Junji Nishizawa
- Takuya Nozawa

## O
- Mitsuo Ogasawara
- Go Oiwa
- Hideya Okamoto
- Hiroyuki Omichi
- Toru Oniki
- Yuya Osako
- Masashi Otani
- Hideaki Ozawa

## P
- Park Joo-Ho

## R
- Ricardinho
- Rodrigo Mendes

## S
- Igor Sartori
- Ryuta Sasaki
- Akihiro Sato
- Yohei Sato (voetballer)
- Gaku Shibasaki
- Gen Shoji
- Shinichi Shuto
- Hitoshi Sogahata
- Naoki Soma
- Tetsu Sugiyama
- Ryuga Suzuki
- Shuto Suzuki
- Takayuki Suzuki

## T
- Riki Takasaki
- Kohei Tanaka
- Tartá
- Yuzo Tashiro
- Takefumi Toma
- Yuta Toyokawa

## U
- Atsuto Uchida
- Jun Uchida
- Naomichi Ueda
- Takahide Umebachi

## Y
- Naoki Yagi
- Takuya Yamamoto
- Kazuya Yamamura
- Atsushi Yanagisawa
- Yuya Yoshizawa

## Z
- Zico